# Marcel Ferreira
Marcel Wenceslau Ferreira (São Paulo, 17 de janeiro de 1981) é um lutador brasileiro de taekwondo. .
É irmão do também lutador Márcio Wenceslau.
Medalhista de bronze no Mundial de Pequim em 2007.